# Muallim Naci
Muallim Naci („Naci, a mester”) (1850 – 1893. április 12.), török író, költő, tanár, kritikus.
Az Oszmán Birodalomban élt és alkotott, a reformszellemiségű Tanzimat időszakban. A prózai költészet jeles alakja és kritikusa, a török irodalom egy híres képviselője, a modernizáció és a társadalom tanulmányozásának híve. Legjelentősebb munkája a Lugat-i Nâcî című oszmán-török szótár.

## Élete
Isztambul Fatih kerületében született 1850-ben, eredeti neve Omar. Apja, Ali Bey a szíjgyártó szakma mestere volt, anyja, Zehra Fatma Hanım Várnából bevándorlók leszármazottja.
Az általános iskolát Isztambulban kezdte, de hétévesen, apja halála után várnai nagybátyjához költözött. Arra nem volt lehetősége, hogy tanulmányait folytassa, ezért különböző tanfolyamokon képezte magát. Megtanulta az arab és a perzsa nyelvet, munka után pedig kalligráfiát tanult és a Koránt olvasta. Az ezt követő években a várnai középiskolában tanított, ekkor vette fel a Muallim Naci azaz a „Naci, a mester” írói nevet és itt írta első verseit.
Miután találkozott Süleymaniyeli Mehmet pasával, otthagyta az oktatást és tíz évig a pasa Katibja (titkár) lett. Sokat utazott Ruméliába és Anatóliába. 1851-ben a pasát követve Szírosz szigetére költözött. Itt kezdte a versírást, és itt alkotta meg a  Tercüman-ı Hakikat ( „A tolmács igazsága”) és a Civarında Bir Vadi („Nusaybin völgyében”), valamint a Dicle ( "Tigris") című műveit 1881 és 1883 között. Miután visszatért Isztambulba, a Külügyminisztériumban kezdett dolgozni, és akkor is ott maradt, amikor Mehmed Said pasa Berlinbe hívta. Nem sokkal később lemondott a hivatali pozíciójáról és újságíróként helyezkedett el. 1884-ben nősült meg. Franciául tanult, néhány versét ki is adta francia nyelven.
1883-ban az Ateşpare volt az első Isztambulban is megjelent verseskötete, majd ezt követte a Şerrare 1884 november 23-án, és a İmâdü'l-in Midâd 1885-ben. Utóbbi volt az első vers amely egy török vidéki falu életét meséli el. Két verseskötete jelent meg, a Füruzan (1886) és Sünbüle (1890), majd megírta gyermekkora tragédiáit. Irodalmat és nyelvet tanított polgári és jogi egyetemen, 1887 és 1888 között pedig a Mecmua-i-Muallim című hetilapot írta és adta ki.
1891-ben kezdett dolgozni a legismertebb munkáján, a Lugat-i Nácin az oszmán-török nyelv szótárán, amit Naci 1893-ban bekövetkezett halála után barátja, Ismet Müstecabizâ fejezett be.
Muallim Naci az oszmán-török költészet újítója volt, sok követője akadt, így például Yahya Kemal Beyatlı. Írásaiban az egyszerűségre törekedett, a régi szavakat felhasználva. Ő volt az első költő aki használta a „Én vagyok a török” kifejezést.  A szultántól címet kapott, ma Törökországban iskolák viselik a nevét.